# Marc Compernol
Marc Compernol (Brugge, 8 april 1957) was van juli 2016 tot juli 2020 Chef Defensie van het Belgisch leger.
Hij trad in 1972 toe tot het leger in de Koninklijke Cadetten School te Laken. Waarna hij later afstudeerde als burgerlijk ingenieur in de mechanica en de ballistiek aan de Koninklijke Militaire School. Van dan af doorliep hij de verschillende geledingen en maakte hij deel uit van verschillende buitenlandse militaire opdrachten en missies zoals de operatie Sunny Winter (1993) in Congo-Brazzaville en UNOSOMII in Somalië.
Vanaf september 2009 stond Compernol aan het hoofd van de Landcomponent van het leger. Drie jaar later volgde zijn benoeming tot Chef Operaties en Training, waardoor hij nummer twee werd in de hiërarchie van het Belgisch leger. Bij zijn benoeming tot stafchef op 13 juli 2016 werd hij bevorderd tot viersterrengeneraal.
Op 12 juli 2020 ging Generaal Compernol officieel met pensioen.

## Eretekens
- Drager van het grootkruis in de Kroonorde
- Commandeur in de Leopoldsorde
- Militair Kruis (eerste klasse)
- Herinneringsmedaille voor buitenlandse opdrachten of operaties
- Commandeur in de Orde van de Eikenkroon
- Commandeur in de Legion of Merit
- Officier in de Ordre national de la Légion d'honneur
- Officier in de Orde van Oranje-Nassau met de zwaarden
- Herinneringsmedaille VN-vredesmissie (UNOSOM)
- Vleugeladjudant van koning Filip.[4]